# Philippe-René Esgonnière du Thibeuf
Philippe-René Esgonnière du Thibeuf, né le 15 décembre 1755 à Bournezeau et mort le 15 septembre 1838 dans cette même ville, est un magistrat et homme politique français des XVIIe et XIXe siècles.

## Biographie
Sénéchal de Bournezeau en 1789, il fait partie de la magistrature du Premier Empire, et devient, en 1814, vice-président du tribunal civil de Napoléon-Vendée. Ayant conservé ces fonctions pendant les Cent-Jours, il doit, pour ce fait, quitter la France à la Seconde Restauration ; il était encore à l’étranger, quand il est élu député, le 20 octobre 1818, par le collège de département de la Vendée, avec 363 voix sur 623 votants et 938 inscrits. Il siège dans l’opposition de gauche, et vote en 1820 contre les lois d’exception et contre le nouveau système électoral. 
Cette même année, les électeurs libéraux de la Vendée font frapper une médaille en l’honneur de leurs trois députés : Esgonnière, Manuel et Perreau.
Esgonnière ne fait pas partie d’autres législatures.

### Sources
- « Philippe-René Esgonnière du Thibeuf », dans Adolphe Robert et Gaston Cougny, Dictionnaire des parlementaires français, Edgar Bourloton, 1889-1891 [détail de l’édition] [texte sur Sycomore]